# Gran Premi de França del 1950
Resultats del Gran Premi de França de Fórmula 1 de la temporada 1950, disputat al circuit de Reims-Gueux el 2 de juliol del 1950.

## Resultats
| Pos   | No | Pilot                 | Equip                | Voltes | Temps/ Retirada       | Pos. de sortida | Punts |
| ----- | -- | --------------------- | -------------------- | ------ | --------------------- | --------------- | ----- |
| 1     | 6  | Juan Manuel Fangio    | Alfa Romeo           | 64     | 2h 57' 52. 8          | 1               | 9     |
| 2     | 4  | Luigi Fagioli         | Alfa Romeo           | 64     | + 25.7 s              | 3               | 6     |
| 3     | 14 | Peter Whitehead       | Ferrari              | 61     | + 3 Voltes            | 18              | 4     |
| 4     | 44 | Robert Manzon         | Simca - Gordini      | 61     | + 3 Voltes            | 12              | 3     |
| 5     | 16 | Philippe Étancelin    | Talbot-Lago - Talbot | 59     | + 5 Voltes            | 4               | 1     |
| Comp. | 16 | Eugène Chaboud        | Talbot-Lago - Talbot |        |                       |                 | 1     |
| 6     | 26 | Charles Pozzi         | Talbot-Lago - Talbot | 56     | + 8 Voltes            | 15              |       |
| Comp. | 26 | Louis Rosier          | Talbot-Lago - Talbot |        |                       |                 |       |
| 7     | 2  | Nino Farina           | Alfa Romeo           | 55     | Bomba del combustible | 2               |       |
| 8     | 18 | Yves Giraud Cabantous | Talbot-Lago - Talbot | 52     | + 12 Voltes           | 5               |       |
| Ret   | 22 | Pierre Levegh         | Talbot-Lago - Talbot | 36     | Motor                 | 9               |       |
| Ret   | 40 | Felice Bonetto        | Maserati             | 14     | Motor                 | 10              |       |
| Ret   | 42 | Johnny Claes          | Talbot-Lago - Talbot | 11     | Sobreescalfament      | 14              |       |
| Ret   | 42 | Louis Rosier          | Talbot-Lago - Talbot | 10     | Sobreescalfament      | 6               |       |
| Ret   | 32 | Reg Parnell           | Maserati             | 9      | Motor                 | 11              |       |
| Ret   | 28 | Franco Rol            | Maserati             | 6      | Motor                 | 7               |       |
| Ret   | 30 | Louis Chiron          | Maserati             | 6      | Motor                 | 13              |       |
| Ret   | 34 | David Hampshire       | Maserati             | 5      | Motor                 | 17              |       |
| Ret   | 12 | Raymond Sommer        | Talbot-Lago - Talbot | 4      | Sobreescalfament      | 16              |       |
| Ret   | 36 | José Froilàn Gonzàlez | Maserati             | 3      | Motor                 | 8               |       |

## Altres
- Pole: Juan Manuel Fangio 2' 30. 60

- Volta ràpida: Juan Manuel Fangio 2' 35. 60 (a la volta 52)